# Hyphodermella
Hyphodermella J. Erikss. & Ryvarden (strzępkoskóreczka) – rodzaj grzybów z rodziny korownicowatych (Phanerochaetaceae). W Polsce występuje jeden gatunek.

## Charakterystyka
Grzyby kortycjoidalne o bazydiokarpie rozpostartym, rozproszonym, przyrośniętym, białawym do kremowego. Hymenofor grudkowaty do kolczastego, z drobnymi kolcami o włóknistych wierzchołkach, brzeg ostry. Cystyd brak, strzępki mają inkrustowane wierzchołki. System strzępkowy monomityczny, strzępki cienkościenne z prostymi przegrodami. Podstawki maczugowate lub nieco workowate, z 4 sterygmami i prostą przegrodą u podstawy. Bazydiospory elipsoidalne, gładkie, cienkościenne, z gutulami, nieamyloidalne.
Hyphodermella jest blisko spokrewniona z rodzajem Hyphoderma. Odróżnia się kształtem podstawek i brakiem sprzążek. Na podstawie badań molekularnych Larsson w 2007 r. umieścił Hyphodermella w rodzinie korownicowatych (Phanerochaetaceae). Rodzaj Phanerochaete, będący typem nomenklatorycznym tej rodziny, ma strzępki generatywne z prostymi przegrodami. Rodzina Phanerochaetaceae jest blisko spokrewniona z kladem siostrzanym, który obejmuje między innymi gatunki z prostymi przegrodami, takie jak Byssomerulius, Ceriporia i Candelabrochaete.

## Systematyka i nazewnictwo
Pozycja w klasyfikacji według Index Fungorum: Phanerochaetaceae, Polyporales, Incertae sedis, Agaricomycetes, Agaricomycotina, Basidiomycota, Fungi.
Polską nazwę zaproponował Władysław Wojewoda w 2003 r.
Gatunki:
- Hyphodermella brunneocontexta Duhem & Buyck 2011
- Hyphodermella corrugata (Fr.) J. Erikss. & Ryvarden 1976 – strzępkoskóreczka pomarszczona
- Hyphodermella densa Melo & Hjortstam 2003
- Hyphodermella maunakeaensis Gilb. & Hemmes 2001
- Hyphodermella ochracea (Bres.) Duhem 2010
- Hyphodermella rosae (Bres.) Nakasone 2008

Nazwy naukowe na podstawie Index Fungorum. Nazwy polskie według Władysława Wojewody.